# Afrika-Cup 2024/Gruppe D
| Pl. | Land         | Sp. | S | U | N | Tore    | Diff. | Punkte |
| --- | ------------ | --- | - | - | - | ------- | ----- | ------ |
| 1.  | Angola       | 3   | 2 | 1 | 0 | 006:300 | +3    | 07     |
| 2.  | Burkina Faso | 3   | 1 | 1 | 1 | 003:400 | −1    | 04     |
| 3.  | Mauretanien  | 3   | 1 | 0 | 2 | 003:400 | −1    | 03     |
| 4.  | Algerien     | 3   | 0 | 2 | 1 | 003:400 | −1    | 02     |

Der Artikel gibt Auskunft über die Spiele der Gruppe D beim Afrika-Cup 2024 in der Elfenbeinküste.

## Algerien – Angola 1:1 (1:0)
| Algerien                                                                  | Algerien | Angola | Angola |
| ------------------------------------------------------------------------- | --- | --- | ------ |
| Algerien                                                                  | \| 1. Spieltag \| \| 15. Januar 2024 um 20:00 Uhr (21:00 Uhr MEZ) in Bouaké (Stade de la Paix) \| \| Schiedsrichter: Issa Sy ( Senegal) \| | \| 1. Spieltag \| \| 15. Januar 2024 um 20:00 Uhr (21:00 Uhr MEZ) in Bouaké (Stade de la Paix) \| \| Schiedsrichter: Issa Sy ( Senegal) \| | Angola |
| Algerien                                                                  | Anthony Mandréa – Youcef Atal (80. Kevin Van Den Kerkhof), Aïssa Mandi, Ramy Bensebaini, Rayan Aït-Nouri – Nabil Bentaleb (71. Ramiz Zerrouki), Riyad Mahrez , Farès Chaïbi, Ismaël Bennacer (80. Houssem Aouar), Youcef Belaïli (67. Adam Ounas) – Baghdad Bounedjah (67. Islam Slimani) Cheftrainer: Djamel Belmadi | Neblú – Jonathan Buatu, Kialonda Gaspar, Quinito – Loide Augusto (78. Eddie Afonso), Fredy (88. Manuel Keliano), Show, Bruno Paz (41. Mabululu), Núrio Fortuna – Zito Luvumbo (78. Felício Milson), Gelson Dala (88. Zini) Cheftrainer: Pedro Gonçalves ( Portugal) | Angola |
| Algerien                                                                  | 1:0 Bounedjah (18.) | 1:1 Mabululu (68., Foulelfmeter) | Angola |
| Algerien                                                                  | Bensebaini (35.), Bentaleb (48.), Bennacer (52.), Atal (79.) | Núrio Fortuna | Angola |
| Algerien                                                                  | Spieler des Spiels: Farès Chaïbi (Algerien) | | Angola |
| 1. Spieltag                                                               | | |        |
| 15. Januar 2024 um 20:00 Uhr (21:00 Uhr MEZ) in Bouaké (Stade de la Paix) | | |        |
| Schiedsrichter: Issa Sy ( Senegal)                                        | | |        |

## Burkina Faso – Mauretanien 1:0 (0:0)
| Burkina Faso                                                              | Burkina Faso | Mauretanien | Mauretanien |
| ------------------------------------------------------------------------- | --- | --- | ----------- |
| Burkina Faso                                                              | \| 1. Spieltag \| \| 16. Januar 2024 um 14:00 Uhr (15:00 Uhr MEZ) in Bouaké (Stade de la Paix) \| \| Schiedsrichter: Jalal Jayed ( Marokko) \| | \| 1. Spieltag \| \| 16. Januar 2024 um 14:00 Uhr (15:00 Uhr MEZ) in Bouaké (Stade de la Paix) \| \| Schiedsrichter: Jalal Jayed ( Marokko) \| | Mauretanien |
| Burkina Faso                                                              | Hervé Koffi – Issa Kaboré, Issoufou Dayo , Edmond Tapsoba, Steeve Yago – Adama Guira, Blati Touré, Mamady Bangré (46. Abdoul Tapsoba), Stephane Aziz Ki (86. Hassane Bandé), Cedric Badolo (73. Bertrand Traoré) – Mohamed Konaté (85. Djibril Ouattara) Cheftrainer: Hubert Velud ( Frankreich) | Babacar Niasse – Ibrahima Keita, Nouh Mohamed El Abd, Lamine Ba (67. Mohamed Dellahi Yali), Ali Abeid – Idrissa Thiam (58. El Hadji Ba), Omaré Gassama, Guessouma Fofana (67. Oumar Ngom), Hemeya Tanjy (57. Sidi Bouna Amar) – Aboubakary Koita, Aboubakar Kamara (28. Souleymane Anne) Cheftrainer: Amir Abdou ( Frankreich) | Mauretanien |
| Burkina Faso                                                              | 1:0 B. Traoré (90.+6', Foulelfmeter) | | Mauretanien |
| Burkina Faso                                                              | Konaté (45.), Touré (47.), A. Tapsoba (76.) | El Abd (90.+4'), Abeid (90.+9') | Mauretanien |
| Burkina Faso                                                              | Spieler des Spiels: Blati Touré (Burkina Faso) | | Mauretanien |
| 1. Spieltag                                                               | | |             |
| 16. Januar 2024 um 14:00 Uhr (15:00 Uhr MEZ) in Bouaké (Stade de la Paix) | | |             |
| Schiedsrichter: Jalal Jayed ( Marokko)                                    | | |             |

## Algerien – Burkina Faso 2:2 (0:1)
| Algerien                                                                  | Algerien | Burkina Faso | Burkina Faso |
| ------------------------------------------------------------------------- | --- | --- | ------------ |
| Algerien                                                                  | \| 2. Spieltag \| \| 20. Januar 2024 um 14:00 Uhr (15:00 Uhr MEZ) in Bouaké (Stade de la Paix) \| \| Schiedsrichter: Abongile Tom ( Südafrika) \| | \| 2. Spieltag \| \| 20. Januar 2024 um 14:00 Uhr (15:00 Uhr MEZ) in Bouaké (Stade de la Paix) \| \| Schiedsrichter: Abongile Tom ( Südafrika) \| | Burkina Faso |
| Algerien                                                                  | Anthony Mandréa – Youcef Atal, Aïssa Mandi, Ramy Bensebaini, Rayan Aït-Nouri – Ramiz Zerrouki, Nabil Bentaleb (81. Islam Slimani), Riyad Mahrez (74. Adam Ounas), Sofiane Feghouli (46. Mohamed Amoura), Youcef Belaïli (74. Farès Chaïbi) – Baghdad Bounedjah Cheftrainer: Djamel Belmadi | Hervé Koffi – Issa Kaboré, Issoufou Dayo , Edmond Tapsoba, Steeve Yago – Adamo Nagalo (84. Nasser Djiga), Adama Guira (39. Ismahila Ouédraogo), Blati Touré, Abdoul Tapsoba, Gustavo Sangaré (84. Dramane Salou) – Mohamed Konaté (64. Bertrand Traoré) Cheftrainer: Hubert Velud ( Frankreich) | Burkina Faso |
| Algerien                                                                  | 1:1 Bounedjah (51.) 2:2 Bounedjah (90.+5') | 0:1 Konaté (45.+3') 1:2 B. Traoré (71., Foulelfmeter) | Burkina Faso |
| Algerien                                                                  | Bensebaini (53.), Bounedjah (90.+6') | Nagalo (17.), Sangaré (23.), Konaté (62.), Djiga (90.+2'), Touré (90.+8') | Burkina Faso |
| Algerien                                                                  | Spieler des Spiels: Baghdad Bounedjah (Algerien) | | Burkina Faso |
| 2. Spieltag                                                               | | |              |
| 20. Januar 2024 um 14:00 Uhr (15:00 Uhr MEZ) in Bouaké (Stade de la Paix) | | |              |
| Schiedsrichter: Abongile Tom ( Südafrika)                                 | | |              |

## Mauretanien – Angola 2:3 (1:1)
| Mauretanien                                                               | Mauretanien | Angola | Angola |
| ------------------------------------------------------------------------- | --- | --- | ------ |
| Mauretanien                                                               | \| 2. Spieltag \| \| 20. Januar 2024 um 17:00 Uhr (18:00 Uhr MEZ) in Bouaké (Stade de la Paix) \| \| Schiedsrichter: Mohamed Marouf ( Ägypten) \| | \| 2. Spieltag \| \| 20. Januar 2024 um 17:00 Uhr (18:00 Uhr MEZ) in Bouaké (Stade de la Paix) \| \| Schiedsrichter: Mohamed Marouf ( Ägypten) \|                                                                                       | Angola |
| Mauretanien                                                               | Babacar Niasse – Ibrahima Keita, Nouh Mohamed El Abd, Lamine Ba, Ali Abeid (46. Khadim Diaw) – Omaré Gassama, Guessouma Fofana (59. Aboubakar Kamara), Mouhsine Bodda – Sidi Bouna Amar (81. Hemeya Tanjy), Pape Ibnou Ba (59. Souleymane Doukara), Aboubakary Koita Cheftrainer: Amir Abdou ( Frankreich) | Neblú – Eddie Afonso, Jonathan Buatu, Kialonda Gaspar, Núrio Fortuna – Fredy (86. Quinito), Show, Gilberto (78. Zito Luvumbo), Zini (61. Manuel Keliano), Gelson Dala (88. Estrela) – Mabululu Cheftrainer: Pedro Gonçalves ( Portugal) | Angola |
| Mauretanien                                                               | 1:1 Amar (43.) 2:3 Koita (58.) | 0:1 Gelson Dala (31.) 1:2 Gelson Dala (50.) 1:3 Gilberto (53.) | Angola |
| Mauretanien                                                               | Keita (24.), Gassama (85.) | Núrio Fortuna (90.+6') | Angola |
| Mauretanien                                                               | Spieler des Spiels: Gelson Dala (Angola) | | Angola |
| 2. Spieltag                                                               | | |        |
| 20. Januar 2024 um 17:00 Uhr (18:00 Uhr MEZ) in Bouaké (Stade de la Paix) | | |        |
| Schiedsrichter: Mohamed Marouf ( Ägypten)                                 | | |        |

## Mauretanien – Algerien 1:0 (1:0)
| Mauretanien                                                               | Mauretanien | Algerien | Algerien |
| ------------------------------------------------------------------------- | --- | --- | -------- |
| Mauretanien                                                               | \| 3. Spieltag \| \| 23. Januar 2024 um 20:00 Uhr (21:00 Uhr MEZ) in Bouaké (Stade de la Paix) \| \| Schiedsrichter: Omar Artan ( Somalia) \| | \| 3. Spieltag \| \| 23. Januar 2024 um 20:00 Uhr (21:00 Uhr MEZ) in Bouaké (Stade de la Paix) \| \| Schiedsrichter: Omar Artan ( Somalia) \| | Algerien |
| Mauretanien                                                               | Babacar Niasse – Ibrahima Keita, Mohamed Dellahi Yali (67. Hassan Houbeib), Lamine Ba, Khadim Diaw – Omaré Gassama, Sidi Bouna Amar (81. Bakari Camara), Idrissa Thiam (82. Pape Ibnou Ba), Mouhsine Bodda, Aboubakary Koita (82. Aboubakar Kamara) – Souleymane Anne (71. Guessouma Fofana) Cheftrainer: Amir Abdou ( Frankreich) | Anthony Mandréa – Youcef Atal (81. Kevin Van Den Kerkhof), Aïssa Mandi , Mohamed Amine Tougai, Rayan Aït-Nouri – Hichem Boudaoui (62. Nabil Bentaleb), Ramiz Zerrouki, Houssem Aouar (46. Riyad Mahrez) – Adam Ounas (62. Youcef Belaïli), Baghdad Bounedjah, Mohamed Amoura (69. Islam Slimani) Cheftrainer: Djamel Belmadi | Algerien |
| Mauretanien                                                               | 1:0 Yali (37.) | | Algerien |
| Mauretanien                                                               | Mouhsine (21.), L. Ba (45.+4'), Koita (53.) | Amoura (45.+4'), Slimani (76.), Belaïli (84.) | Algerien |
| Mauretanien                                                               | Spieler des Spiels: Babacar Niasse (Mauretanien) | | Algerien |
| 3. Spieltag                                                               | | |          |
| 23. Januar 2024 um 20:00 Uhr (21:00 Uhr MEZ) in Bouaké (Stade de la Paix) | | |          |
| Schiedsrichter: Omar Artan ( Somalia)                                     | | |          |

## Angola – Burkina Faso 2:0 (1:0)
| Angola                                                                                   | Angola | Burkina Faso | Burkina Faso |
| ---------------------------------------------------------------------------------------- | --- | --- | ------------ |
| Angola                                                                                   | \| 3. Spieltag \| \| 23. Januar 2024 um 20:00 Uhr (21:00 Uhr MEZ) in Yamoussoukro (Stade Charles Konan Banny) \| \| Schiedsrichter: Jean-Jacques Ndala ( Demokratische Republik Kongo) \|                                                  | \| 3. Spieltag \| \| 23. Januar 2024 um 20:00 Uhr (21:00 Uhr MEZ) in Yamoussoukro (Stade Charles Konan Banny) \| \| Schiedsrichter: Jean-Jacques Ndala ( Demokratische Republik Kongo) \| | Burkina Faso |
| Angola                                                                                   | Neblú – Eddie Afonso, Kialonda Gaspar, Quinito, Tó – Fredy (77. Zini), Bruno Paz (64. Show), Estrela – Gilberto (58. Zito Luvumbo), Mabululu (77. Felício Milson), Gelson Dala (58. Jérémie Bela) Cheftrainer: Pedro Gonçalves ( Portugal) | Hervé Koffi – Issa Kaboré, Issoufou Dayo, Edmond Tapsoba, Abdoul Guiebre (76. Steeve Yago) – Gustavo Sangaré, Ismahila Ouédraogo (89. Sacha Bansé), Bertrand Traoré (76. Abdoul Tapsoba), Stephane Aziz Ki (89. Hassane Bandé), Cedric Badolo (46. Djibril Ouattara) – Dango Ouattara Cheftrainer: Hubert Velud ( Frankreich) | Burkina Faso |
| Angola                                                                                   | 1:0 Mabululu (36.) 2:0 Zini (90.+2') | | Burkina Faso |
| Angola                                                                                   | Mabululu (36.), Milson (80.), Neblú (88.) | Ouédraogo(27.) | Burkina Faso |
| Angola                                                                                   | Spieler des Spiels: Kialonda Gaspar (Angola) | | Burkina Faso |
| 3. Spieltag                                                                              | | |              |
| 23. Januar 2024 um 20:00 Uhr (21:00 Uhr MEZ) in Yamoussoukro (Stade Charles Konan Banny) | | |              |
| Schiedsrichter: Jean-Jacques Ndala ( Demokratische Republik Kongo)                       | | |              |